# St. Margarethen an der Sierning
St. Margarethen an der Sierning, Sankt Margarethen an der Sierning – gmina w Austrii, w kraju związkowym Dolna Austria, w powiecie St. Pölten-Land. Liczy 1 033 mieszkańców (1 stycznia 2014).